# Dafora
Dafora Mediaș este o firmă pe acțiuni, cu capital integral privat, care realizează activități de foraj petrol și gaze, servicii de construcții civile și industriale și servicii de mecanică generală și tâmplărie. Compania există începând cu 1902 și până în 1989 a fost o sucursală a Societății Naționale de Gaz Mediaș, cu capital de stat. În 1995, Dafora a devenit societate pe acțiuni, unicul acționar fiind Fondul Proprietății de Stat, iar în 1998 a devenit o companie privată.
Compania este membră a I.A.D.C. (International Association of Drilling Contractor), a A.C.F.R (Asociația Contractorilor de Foraj din România) și de asemenea a Asociației Camerei de Comerț și Industrie Româno - Irakiană (CCIRI).
Acționarul principal al societății este Gheorghe Călburean, cu 48,58% din acțiuni, în timp ce Foraj Sonde Craiova, firma fraților Cristescu, are o participație de 5,26%.
În decembrie 2007, compania avea 70% din piața de foraj din România iar principalii concurenți erau Foraj Sonde Târgu-Mureș (unde Gheorghe Călburean a și avut acțiuni), Aquafor Târgu-Ocna și Foradex București.
Număr de angajați în 2007: 1.279 (față de 450 în 2000)
Cifra de afaceri în 2007: 87,5 milioane Euro (față de 8,5 milioane Euro în 2000)